# Timea Bacsinszky
 Timea Bacsinszky  (Lausanne, Suïssa, 8 de juny de 1989) és una extennista professional suïssa.
En el seu palmarès hi ha quatre títols individuals i cinc en dobles femenins, que li van permetre arribar al lloc número 9 del rànquing individual i al 36 de dobles. Va guanya de la medalla d'argent en els Jocs Olímpics de Rio de Janeiro de 2016 en la categoria de dobles femenins fent parella amb Martina Hingis.
Va destacar en categories inferiors però estigué apunt de retirar-se amb 22 anys (2011) per una lesió al peu. El seu punt d'inflexió fou l'any 2015, quan va encadenar quinze victòries consecutives amb dos títols individuals. Va formar part de l'equip suís de la Fed Cup.

## Biografia
Filla de Suzanne (Zsuzsanna) i Igor, immigrants d'Hongria que van fugir cap a Suïssa. Té tres germans anomenats Daniel, Sophie i Melinda. Va començar a jugar a tennis amb tres anys perquè el seu pare era entrenador de tennis.
Es va establir a Belmont-sur-Lausanne, Suïssa.
Va anunciar la seva retirada oficialment l'any 2021, però coincidint amb l'esclat de la pandèmia de COVID-19 a principis de 2020, ja no va jugar cap més partit oficial.

## Jocs Olímpics

### Dobles femenins
| Any  | Campionat                             | Parella        | Oponents                           | Resultat |
| ---- | ------------------------------------- | -------------- | ---------------------------------- | -------- |
| 2016 | Jocs Olímpics, Rio de Janeiro, Brasil | Martina Hingis | Iekaterina Makàrova Ielena Vesninà | 4−6, 4−6 |

## Palmarès

### Individual: 7 (4−3)
| Llegenda                                  |
| ----------------------------------------- |
| Grand Slam (0−0)                          |
| WTA Tour Championships / WTA Finals (0−0) |
| Premier Mandatory (0−1)                   |
| Premier 5 (0−0)                           |
| Premier (0−0)                             |
| International (4−2)                       |

| Títols per superfície |
| --------------------- |
| Dura (3−2)            |
| Gespa (0−0)           |
| Terra batuda (1−1)    |

| Resultat   | Núm. | Data                 | Torneig              | Superfície   | Oponent          | Marcador      |
| ---------- | ---- | -------------------- | -------------------- | ------------ | ---------------- | ------------- |
| Guanyadora | 1.   | 25 d'octubre de 2009 | Luxemburg, Luxemburg | Dura (i)     | Sabine Lisicki   | 6−2, 7−5      |
| Finalista  | 1.   | 25 de juliol de 2010 | Bad Gastein, Àustria | Terra batuda | Julia Görges     | 1−6, 4−6      |
| Finalista  | 2.   | 10 de gener de 2015  | Shenzhen, Xina       | Dura         | Simona Halep     | 2−6, 2−6      |
| Guanyadora | 2.   | 28 de febrer de 2015 | Acapulco, Mèxic      | Dura         | Caroline Garcia  | 6−3, 6−0      |
| Guanyadora | 3.   | 8 de març de 2015    | Monterrey, Mèxic     | Dura         | Caroline Garcia  | 4−6, 6−2, 6−4 |
| Finalista  | 3.   | 11 d'octubre de 2015 | Pequín, Xina         | Dura         | Garbiñe Muguruza | 5−7, 4−6      |
| Guanyadora | 4.   | 30 d'abril de 2016   | Rabat, Marroc        | Terra batuda | Marina Erakovic  | 6−2, 6−1      |

### Dobles femenins: 10 (5−5)
| Llegenda                                  |
| ----------------------------------------- |
| Grand Slam (0−0)                          |
| Jocs Olímpics Argent (1)                  |
| WTA Tour Championships / WTA Finals (0−0) |
| Premier Mandatory (0−0)                   |
| Premier 5 (0−0)                           |
| Premier (1−0)                             |
| International (4−4)                       |

| Títols per superfície |
| --------------------- |
| Dura (3−2)            |
| Gespa (0−0)           |
| Terra batuda (2−3)    |

| Resultat   | Núm. | Data                 | Torneig                               | Superfície   | Parella           | Oponents                             | Marcador            |
| ---------- | ---- | -------------------- | ------------------------------------- | ------------ | ----------------- | ------------------------------------ | ------------------- |
| Finalista  | 1.   | 17 d'abril de 2010   | Barcelona, Espanya                    | Terra batuda | Tathiana Garbin   | Sara Errani Roberta Vinci            | 1−6, 6−3, [2−10]    |
| Guanyadora | 1.   | 11 de juliol de 2010 | Budapest, Hongria                     | Terra batuda | Tathiana Garbin   | Sorana Cîrstea A. Medina Garrigues   | 6−3, 6−3            |
| Guanyadora | 2.   | 18 de juliol de 2010 | Praga, Txèquia                        | Terra batuda | Tathiana Garbin   | Monica Niculescu Ágnes Szávay        | 7−5, 7−6(4)         |
| Finalista  | 2.   | 25 de juliol de 2010 | Bad Gastein, Àustria                  | Terra batuda | Tathiana Garbin   | Lucie Hradecká A. Medina Garrigues   | 7−6(2), 1−6, [5−10] |
| Guanyadora | 3.   | 24 d'octubre de 2010 | Luxemburg, Luxemburg                  | Dura (i)     | Tathiana Garbin   | Iveta Benešová B. Záhlavová-Strýcová | 6−4, 6−4            |
| Guanyadora | 4.   | 19 d'octubre de 2014 | Luxemburg (2)                         | Dura (i)     | Kristina Barrois  | Lucie Hradecká Barbora Krejčíková    | 3−6, 6−4, [10−4]    |
| Finalista  | 3.   | 14 d'agost de 2016   | Jocs Olímpics, Rio de Janeiro, Brasil | Dura         | Martina Hingis    | Iekaterina Makàrova Ielena Vesninà   | 4−6, 4−6            |
| Finalista  | 4.   | 16 d'abril de 2017   | Biel/Bienne, Suïssa                   | Dura (i)     | Martina Hingis    | Hsieh Su-wei Monica Niculescu        | 7−5, 3−6, [7−10]    |
| Guanyadora | 5.   | 4 de febrer de 2018  | Sant Petersburg, Rússia               | Dura (i)     | Vera Zvonariova   | Alla Kudryavtseva Katarina Srebotnik | 2−6, 6−1, [10−3]    |
| Finalista  | 5.   | 22 de juliol de 2018 | Gstaad, Suïssa                        | Terra batuda | Lara Arruabarrena | Alexa Guarachi Desirae Krawczyk      | 6−4, 4−6, [6−10]    |

## Trajectòria

### Individual
| Torneig | 2004        | 2005        | 2006        | 2007        | 2008        | 2009        | 2010        | 2011        | 2012 | 2013        | 2014        | 2015        | 2016  | 2017        | 2018        | 2019        | Títols    | V − D     |
| --- | ----------- | ----------- | ----------- | ----------- | ----------- | ----------- | ----------- | ----------- | ---- | ----------- | ----------- | ----------- | ----- | ----------- | ----------- | ----------- | --------- | --------- |
| Open d'Austràlia | A           | Q1          | A           | Q3          | 2R          | A           | 1R          | 1R          | A    | A           | A           | 3R          | 2R    | 3R          | A           | 3R          | 0 / 7     | 8 − 7     |
| Roland Garros | A           | A           | A           | 2R          | 2R          | 2R          | 2R          | A           | A    | Q1          | 2R          | SF          | QF    | SF          | A           | Q2          | 0 / 8     | 19 − 8    |
| Wimbledon | A           | A           | A           | 1R          | 2R          | 2R          | 1R          | A           | A    | Q2          | 2R          | QF          | 3R    | 3R          | A           | 1R          | 0 / 9     | 11 − 9    |
| US Open | A           | A           | A           | 1R          | 3R          | 2R          | 1R          | A           | 1R   | A           | 2R          | 1R          | 2R    | A           | 1R          | 1R          | 0 / 10    | 5 − 10    |
| Jocs Olímpics | A           | No celebrat | No celebrat | No celebrat | 1R          | No celebrat | No celebrat | No celebrat | A    | No celebrat | No celebrat | No celebrat | 1R    | No celebrat | No celebrat | No celebrat | 0 / 2     | 0 − 2     |
| WTA Elite Trophy | No celebrat | No celebrat | No celebrat | No celebrat | No celebrat | A           | A           | A           | A    | A           | A           | A           | RR    | A           | A           | A           | 0 / 1     | 1 − 1     |
| Total Victòries–Derrotes | 0–2         | 1–1         | 4–4         | 2–6         | 13–16       | 17–12       | 19–21       | 3–6         | 2–7  | 0–1         | 11–11       | 41–14       | 32–23 | 18–10       | 3–9         | 6–12        | 171 – 155 | 171 – 155 |
| Rànquing a final d'any | 247         | 392         | 121         | 123         | 53          | 54          | 51          | 242         | 185  | 285         | 48          | 12          | 15    | 39          | 241         | 125         |           |           |
| Llegenda: G: Guanyadora; F: Finalista; SF: Semifinalista; QF: Quarts de final; Q: Qualificació; A: Absent; RR: Round Robin; |             |             |             |             |             |             |             |             |      |             |             |             |       |             |             |             |           |           |

### Dobles femenins
| Open d'Austràlia | A   | A           | 2R          | 2R          | A   | A           | A           | 1R          | A   | A           | A           | 1R          | 0 / 4 | 2 − 4 |
| Roland Garros | 2R  | A           | 1R          | A           | A   | A           | A           | 2R          | A   | A           | A           | A           | 0 / 3 | 2 − 3 |
| Wimbledon | 1R  | A           | 2R          | A           | A   | A           | Q2          | 1R          | A   | A           | A           | 1R          | 0 / 4 | 1 − 4 |
| US Open | 1R  | 1R          | 3R          | A           | A   | A           | 1R          | 2R          | A   | A           | 3R          | A           | 0 / 6 | 5 − 6 |
| Jocs Olímpics | A   | No celebrat | No celebrat | No celebrat | A   | No celebrat | No celebrat | No celebrat | 2a  | No celebrat | No celebrat | No celebrat | 0 / 1 | 4 − 1 |
| Rànquing a final d'any | 180 | 107         | 37          | 347         | 125 | 531         | 138         | 143         | 209 | 181         | 93          | 155         |       |       |
| Llegenda: G: Guanyadora; F: Finalista; SF: Semifinalista; QF: Quarts de final; Q: Qualificació; A: Absent; RR: Round Robin; |     |             |             |             |     |             |             |             |     |             |             |             |       |       |

## Guardons
- WTA Most Improved Player of the Year: 2017